# Конгресс-Хайтс (станция метро)
Конгресс-Хайтс (англ. Congress Heights) — подземная станция Вашингтонгского метро на Зелёной линии. Она представлена одной островной платформой. Станция обслуживается Washington Metropolitan Area Transit Authority. Расположена в районе Конгресс-Хайтс севернее пересечения Алабама-авеню и 13-й улицей, Юго-Восточный квадрант Вашингтона.
Пассажиропоток — 0.621 млн. (на 2001 год).
Станция была открыта 13 января 2001 года.
Название станции происходит от названия одноименного района.
Открытие станции было совмещено с открытием ж/д линии длиной 10,5 км и ещё 4 станций: Сатен-авеню, Нэйлор-роуд, Сьютленд и Бранч-авеню.